# Breda Ba.33
Il Breda Ba.33 era un monoplano monomotore biposto da turismo ad ala bassa a semisbalzo, prodotto dall'azienda italiana Società Italiana Ernesto Breda negli anni trenta.

## Storia del progetto
A seguito del buon successo conseguito dal Ba.15, l'ingegner Cesare Pallavicino iniziò il progetto di un velivolo da destinare al mercato dell'aviazione civile da turismo e competizione. Il nuovo modello era caratterizzato da soluzioni tecniche atte ad ottimizzare le caratteristiche STOL, adottando un'ala a profilo biconvesso con alette Handley Page sul bordo d'attacco per favorire una bassa velocità in fase di atterraggio.
Il prototipo del nuovo modello, al quale venne assegnata la designazione Ba.33, venne portato in volo per la prima volta nel 1930 equipaggiato con un motore de Havilland Gipsy III, un 4 cilindri in linea rovesciato raffreddato ad aria in grado di erogare una potenza pari a 120 hp (89,5 kW), esibendo buone caratteristiche e confermando la bontà del progetto.
Il Ba.33 venne quindi avviato alla produzione in una prima serie e rimanendo quasi inalterato in una seconda se non per la possibilità di essere equipaggiato, su richiesta della clientela, di un motore di produzione nazionale, il Colombo S.63, un 6 cilindri in linea rovesciato da 130 CV (69 kW).
In seguito venne sviluppata una nuova versione, la Ba.33S, caratterizzata dalle dimensioni maggiorate, dall'abitacolo chiuso da un cupolino e definitivamente equipaggiato con il Colombo S.63.

## Tecnica

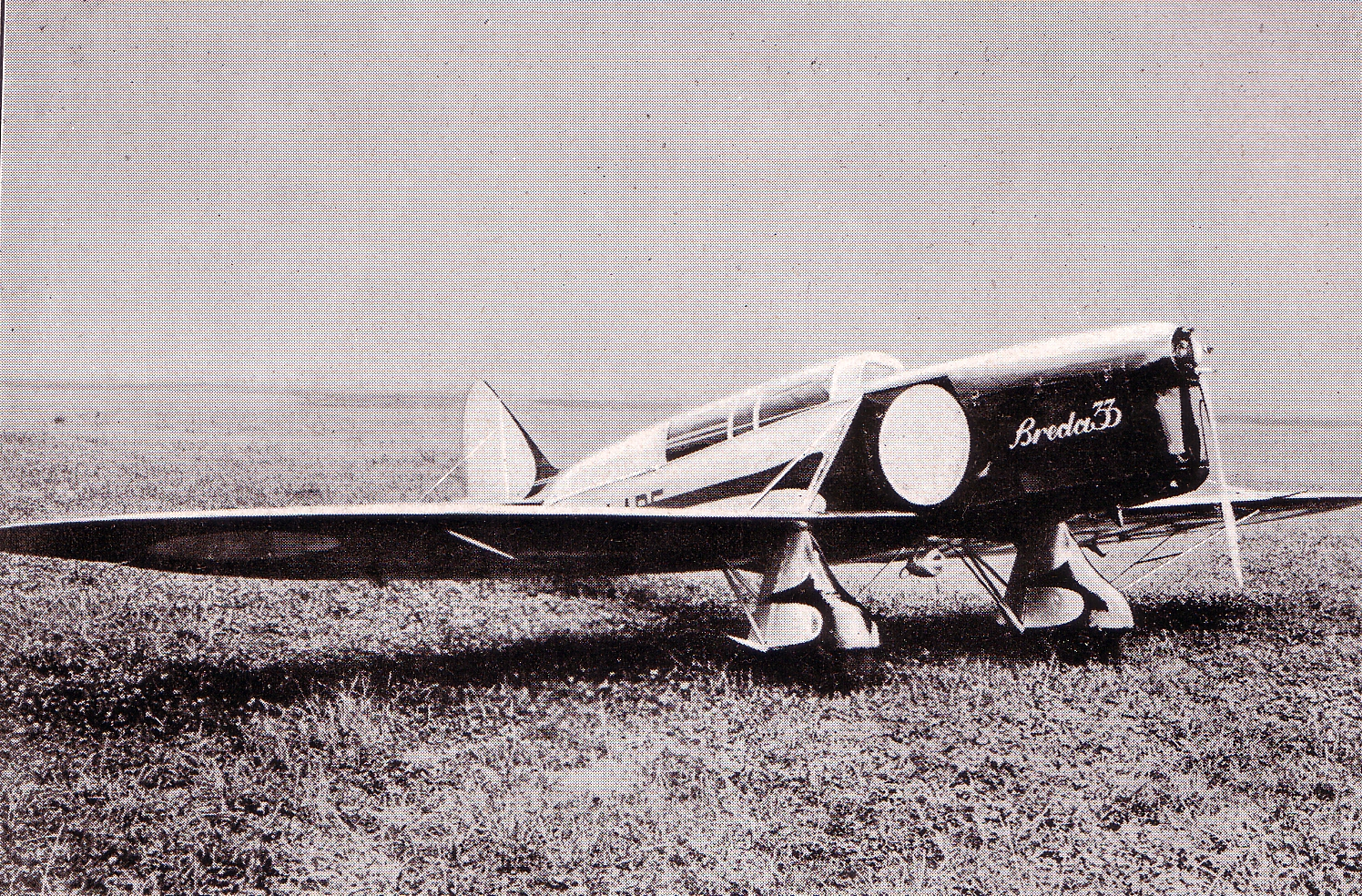
Il Ba 33 vista 3/4 anteriore destra

Il Ba.33 era un velivolo realizzato in tecnica mista e dall'aspetto, per l'epoca, moderno; monoplano ad ala bassa con cabina a due posti e carrello fisso.
La fusoliera, realizzata con struttura in tubi d'acciaio saldati ricoperta, era caratterizzata dalla presenza da un singolo abitacolo a due posti in tandem, con il posto anteriore solitamente destinato al pilota ed un'opzione per un terzo sedile, regolabili in altezza e dotati di doppi comandi con barra di comando anch'essa regolabile. I due posti erano chiusi da un lungo tettuccio apribile a scorrimento. Posteriormente terminava in un impennaggio tradizionale monoderiva con piani orizzontali controventati a pianta ellittica.
L'ala, a profilo biconvesso ed a pianta ellittica, era posizionata bassa a semisbalzo sulla fusoliera, dotata di alettoni e di alette Handley-Page sul bordo d'attacco. L'ala era collegata superiormente con la fusoliera tramite aste di controvento a V ed inferiormente al carrello tramite una coppia di puntoni, integrata da una serie di tiranti in cavetto d'acciaio.
Il carrello d'atterraggio era biciclo anteriore fisso, con ruote e gambe di forza dotate di una carenatura "a pantalone".

## Impiego operativo

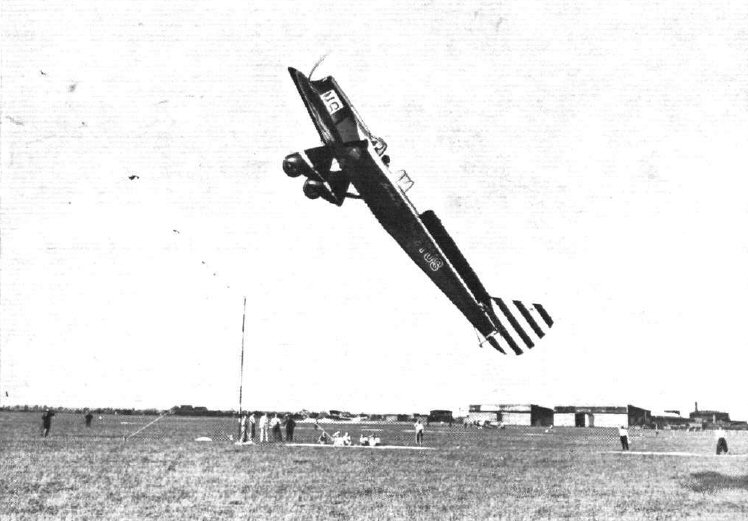
Francis Lombardi durante le prove di decollo corto durante il Challenge International de Tourisme 1932.

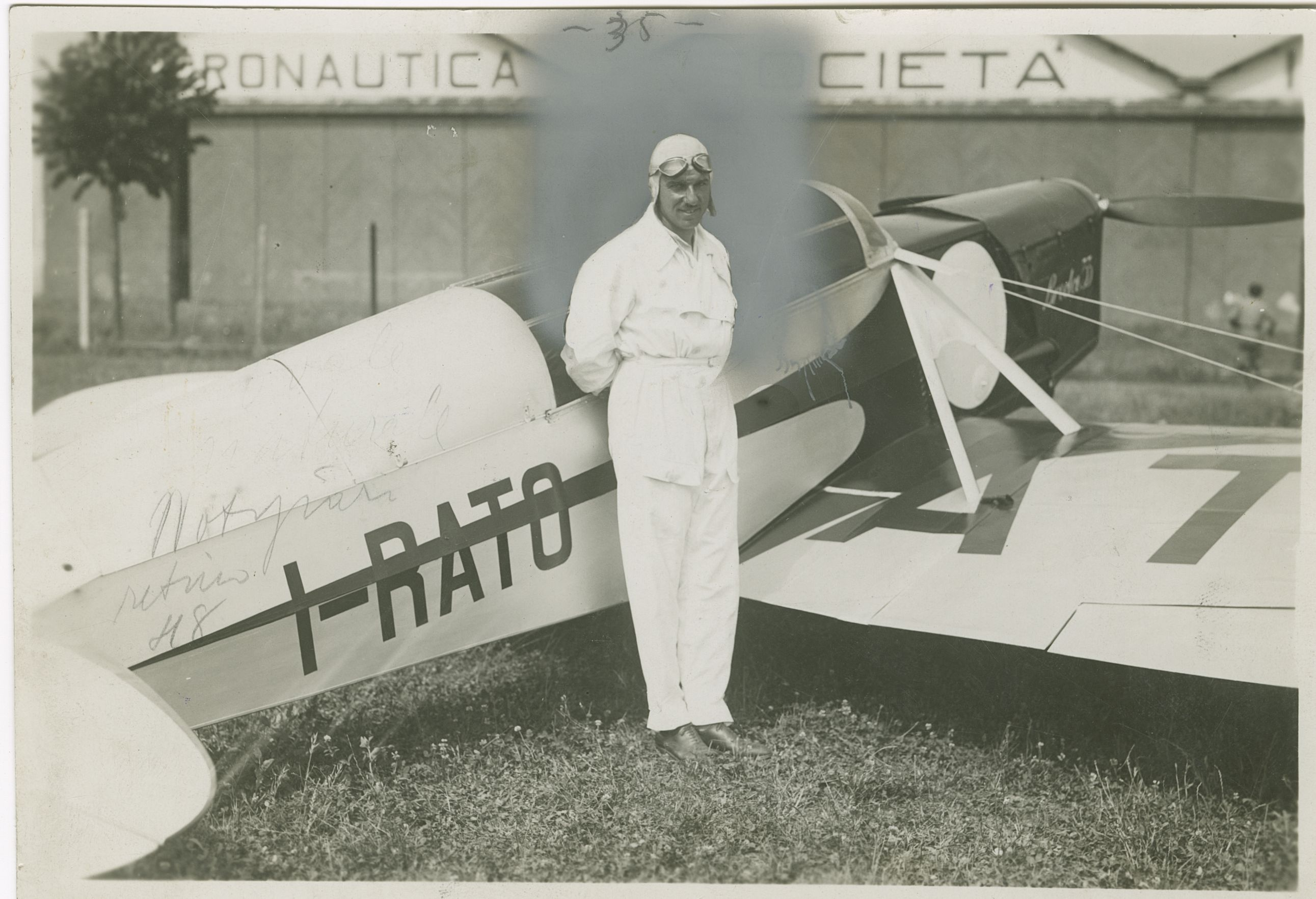
Ambrogio Colombo accanto a un Breda Ba.33

Il Ba.33 partecipò a diverse manifestazioni aeree del periodo, collezionando buoni piazzamenti internazionali e risultando vincitore, ai comandi dell'ing Ambrogio Colombo, del 2º giro aereo d'Italia del 1931. Il modello venne inoltre scelto dall'aviatrice britannica Winifred Spooner per partecipare all'International Touring Competition del 1932.

## Versioni
Ba.33 Serie 1
prima versione prodotta in serie, equipaggiata con un motore de Havilland Gipsy III.
Ba.33 Serie 2
seconda serie prodotta offerta equipaggiata con due diverse motorizzazioni, de Havilland Gipsy o Colombo.
Ba.33S
variante dalle dimensioni maggiorate ed equipaggiata con un motore Colombo S.63.

### Pubblicazioni
- (EN) The " Breda 33 " (PDF), su Flightglobal, http://www.flightglobal.com/home/default.aspx, 10 agosto 1932. URL consultato il 10 luglio 2010.